# Illes Hawar
Les illes Hawar (àrab: جزر حوار, juzur Ḥawār) és un petit arxipèlag de Bahrain, situat enfront de la costa oriental de Qatar, al golf de Bahrain, al golf Pèrsic. L'any 2001 la població censada era de 3.875 habitants.
Malgrat la seva proximitat a Qatar, les illes pertanyen a Bahrain però han estat objecte de disputa entre Bahrain i Qatar. El mes de març del 2001, La Cort Internacional de Justícia (CIJ) va adjudicar oficialment les illes Hawar a Bahrain.
A Europa existeix un moviment separatista hawarí, però hi ha poques proves de suport a l'interior de les illes. Les illes formen part del municipi de Juzur Hawar i estan governades des de la Regió Meridional de Bahrain.
El 2002, Bahrain sol·licità que les Illes Hawar fossin reconegudes com a Patrimoni de la Humanitat, atès que hi ha espècies autòctones úniques. Són un paratge molt apreciat per ornitòlegs i submarinistes.